# Перша ліга Білорусі з футболу
Перша ліга (біл. Першая ліга) — друга за рангом футбольна ліга Білорусі. Чемпіон і срібний призер здобувають пряму путівку до Вищої ліги Білорусі. Колективи, які зайняли два останніх місця, вилітають до Другої ліги.

## Склад сезону 2017
| Клуб          | Місто        | Стадіон (місткість)       | Позиція у сезоні 2016 |
| ------------- | ------------ | ------------------------- | --------------------- |
| Барановичі    | Барановичі   | Локомотив (3749)          | 13                    |
| Білшина       | Бобруйськ    | Спартак (3700)            | 15 (Вища Ліга)        |
| Волна         | Пінськ       | Волна (3136)              | 1 (Друга ліга)        |
| Граніт        | Мікашевичі   | Полєсьє (Лунинець) (3090) | 16 (Вища Ліга)        |
| Енергетик-БДУ | Мінськ       | РЦАР-БДУ (1500)           | 10                    |
| Локомотив     | Гомель       | СДЮШАР-8 (1500)           | 3                     |
| Ліда          | Ліда         | Старт (2960)              | 6                     |
| Луч           | Мінськ       | Олімпійський (1500)       | 4                     |
| Німан-Агро    | Столбці      | Юність (650)              | 4 (Друга ліга)        |
| Орша          | Орша         | ЦСК (2582)                | 7                     |
| Осиповичі     | Осиповичі    | Юність (2500)             | 2 (Друга ліга)        |
| Слонім        | Слонім       | Юність (2220)             | 11                    |
| Смолевичі     | Смолевичі    | Озерний (1600)            | 8                     |
| Сморгонь      | Сморгонь     | Юність (3200)             | 5                     |
| Торпедо       | Мінськ       | Торпедо (5200)            | 9                     |
| Хімік         | Свєтлогорськ | Бумажник (5500)           | 8                     |

## Переможці першої ліги
Команди, виділені жирним шрифтом, були делеговані до Найвищої ліги.
| Сезон   | Переможець               | Друге місце              | Третє місце                 |
| ------- | ------------------------ | ------------------------ | --------------------------- |
| 1992    | Динамо-93 Мінськ         | Шиннік Бобруйськ         | Комунальник Пінськ          |
| 1992–93 | Шиннік Бобруйськ         | Полісся Мозир            | Сільмаш Могилів             |
| 1993–94 | Обувщик Ліда             | Полісся Мозир            | Комунальник Пінськ          |
| 1994–95 | МПКЦ Мозир               | Атака Мінськ             | Комунальник Пінськ          |
| 1995    | Нафтан-Дєвон Новополоцьк | Комунальник Пінськ       | Фомальгаут Борисов          |
| 1996    | Трансмаш (Могильов)      | Комунальник Слонім       | Хімік                       |
| 1997    | Гомель                   | БАТЕ Борисов             | Ліда                        |
| 1998    | Ліда                     | Свіслоч-Кровля Осиповичі | Пінськ-900                  |
| 1999    | Комунальник Слонім       | Ведрич-97                | Динамо-Юні Мінськ           |
| 2000    | Молодечно                | Лунинець                 | Нєман Мости                 |
| 2001    | Торпедо (Жодіно)         | Звєзда-БГУ Мінськ        | Даріда                      |
| 2002    | Даріда                   | Нафтан Новополоцьк       | Локомотив Мінськ            |
| 2003    | Локомотив Вітебськ       | МТЗ-РІПО Мінськ          | Сморгонь                    |
| 2004    | Локомотив Мінськ         | Ведрич-97                | Сморгонь                    |
| 2005    | Білшина Бобруйськ        | Локомотив Вітебськ       | Сморгонь                    |
| 2006    | Мінськ                   | Сморгонь                 | Хімік                       |
| 2007    | Савіт Могилів            | Граніт Мікашевичі        | Локомотив Мінськ            |
| 2008    | Мінськ                   | Хімік                    | Білшина Бобруйськ           |
| 2009    | Білшина Бобруйськ        | Волна Пінськ             | ДСК-Гомель                  |
| 2010    | Гомель                   | СВКІЧ Мінськ             | ДСК-Гомель                  |
| 2011    | Славія-Мозир             | Партизан Мінськ          | Городея                     |
| 2012    | Дніпро Могильов          | Городея                  | Вітебськ                    |
| 2013    | Слуцьк                   | Городея                  | Вітебськ                    |
| 2014    | Граніт Мікашевичі        | Славія-Мозир             | Вітебськ                    |
| 2015    | Іслоч                    | Городея                  | Крумкачи                    |
| 2016    | Гомель                   | Дніпро                   | Гомельзалізодортранс        |
| 2017    | Промінь (Мінськ)         | Смолевичі                | Торпедо (Мінськ)            |
| 2018    | Славія-Мозир             | Енергетик-БДУ            | Білшина Бобруйськ           |
| 2019    | Білшина                  | Смолевичі                | Рух (Берестя)               |
| 2020    | Супутник (Речиця)        | Гомель                   | Крумкачи (Сморгонь)         |
| 2021    | Арсенал (Дзержинськ)     | Білшина                  | Крумкачи (Дніпро (Могильов) |
| 2022    | Нафтан                   | Сморгонь                 | Шахтар (Петриков)           |

## Найкращі бомбардири
| Гравець (Клуб)              | Сезон (Кількість м'ячів) |
| --------------------------- | ------------------------ |
| Кузьменок (МТЗ-РІПО)        | 2003 (24)                |
| Мартинов (Локомотив Мінськ) | 2004 (19)                |
| Усов (Локомотив Вітебськ)   | 2005 (32)                |
| Вєрстак (Сморгонь)          | 2006 (19)                |
| Шаков (Савіт Могилів)       | 2007 (17)                |
| Кошель (Мінськ)             | 2008 (16)                |
| Колядко (Барановичі)        | 2009 (15)                |
| Мархель (СКВІЧ)             | 2010 (28)                |